# Біж (річка)
Біж — річка в Україні, в межах Конотопського та Роменського районів Сумської області. Права притока Терна (басейн Дніпра).

## Опис
Довжина 27 км, площа водозбірного басейну 103 км². Похил річки 1,2 м/км. Долина завширшки до 1 км, завглибшки до 15 м. Річище слабозвивисте, завширшки до 5 м. У межень (літо — осінь) пересихає. Зарегульоване ставками. Використовується на господарські потреби.

## Розташування
Біж бере початок на захід від села Біжівки. Тече переважно на південний схід, у нижній течії — на схід. Впадає до Терна неподалік від південно-східної околиці селища Терни.